# Vasil Garvanliev
Vasil Garvanliev (en macedonio: Васил Гарванлиев; Strumica, 2 de noviembre de 1984) es un cantante barítono con nacionalidad macedonia y búlgara. El artista ha colaborado con muchas celebridades como Nelly Furtado, Julie Andrews, New Kids on the Block, Enrique Iglesias, Céline Dion y otros.

## Biografía
Garvanliev nació en Strumica el 2 de noviembre de 1984. Su primera vez en el mundo de la música fue a los 7 años con la canción infantil Marionka, alcanzando la popularidad. A los 10 años, se mudó con su familia a los Estados Unidos, de donde fueron deportados 7 años después. Durante su estancia en Chicago, antes de cantar ópera, interpretaba canciones de estilo pop. 
Posteriormente, vivió en Milán, Italia. En Toronto, fue admitido en el Conservatorio Real con una beca completa y permaneció allí durante 9 años. 
Regresó a Macedonia del Norte en 2018, viviendo y trabajando en Strumica. En 2019, fue corista de Tamara Todevska en el Festival de Eurovisión y un año más tarde habría tenido la oportunidad de ser él mismo el representante de su país en el festival europeo de la canción con la canción «You». Sin embargo, el festival fue cancelado debido a la pandemia de COVID-19, aunque la radiodifusora macedonia volvió a confiar en él para la siguiente edición con el tema «Here I Stand».

## Discografía

### Sencillos
- 2007 - Pomogni mi
- 2019 - Gerdan
- 2019 - Patuvam
- 2019 - Mojata ulica
- 2020 - You
- 2021 - Here I Stand